# Dorfkirche Burgholzhausen

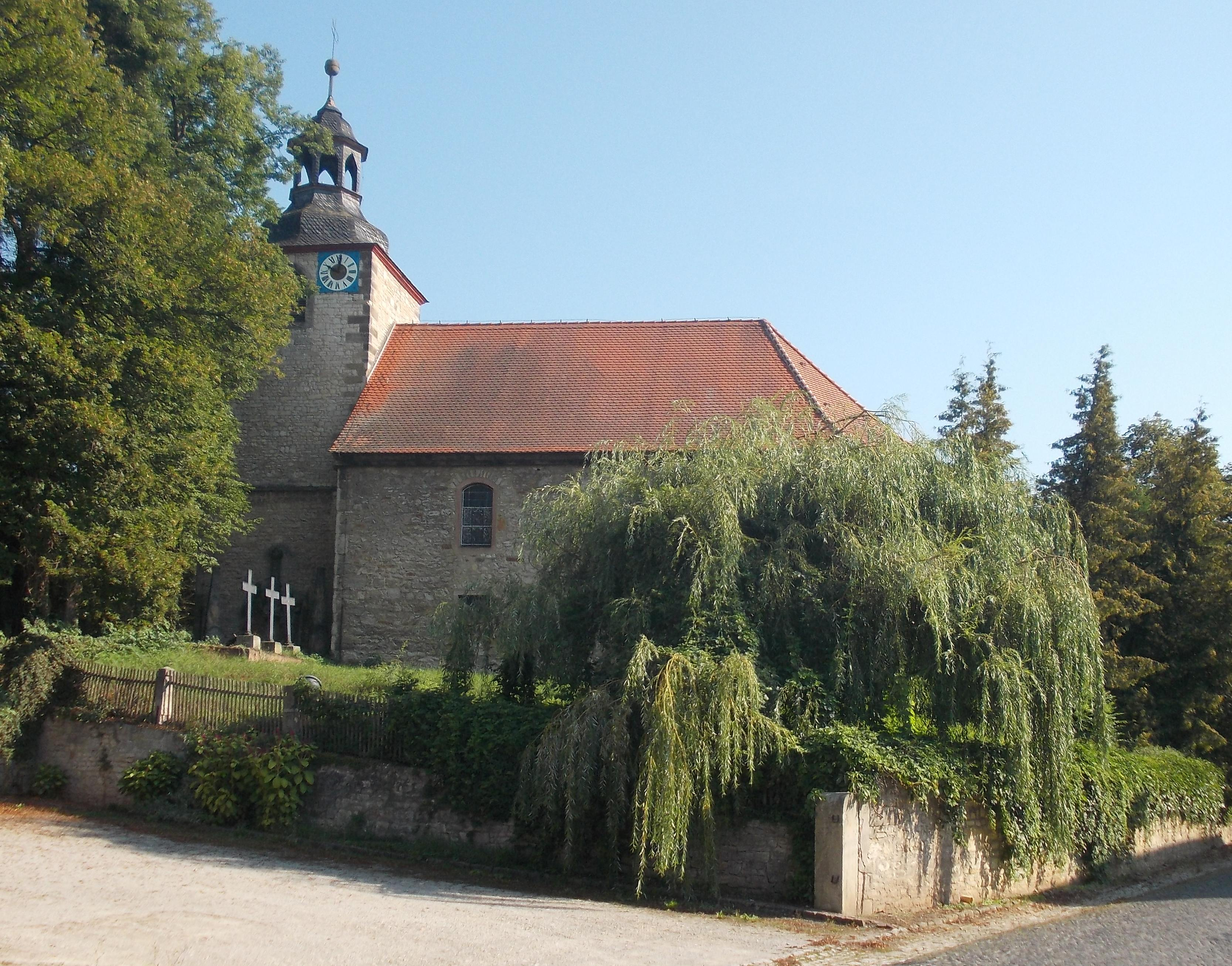
Die Kirche in Burgholzhausen

Die evangelische Dorfkirche Burgholzhausen befindet sich in Burgholzhausen, einem Ort der Stadtgemeinde Eckartsberga im Burgenlandkreis in Sachsen-Anhalt. Sie steht unter Denkmalschutz und ist mit der Erfassungsnummer 094 17081 im Denkmalverzeichnis des Landes registriert.

## Beschreibung

### Gebäude
Das Gebäude besteht aus einem flachgedeckten Saal, der mit einer Inschrift durch Christoph German Steinmetz auf das Jahr 1611 datiert wurde. Der Westturm der Kirche stammt aus dem Jahr 1847. In den Jahren 1935 bis 1936 erfolgte ein kompletter Umbau des Gebäudes.

### Ausstattung
Die Kanzel mit ihrem Wappenrelief kann mit einer Inschrift auf das Jahr 1612 datiert werde. Aus derselben Zeit stammt der runde Taufstein der Kirche. Die Empore und die Orgel wurden im Jahr 1849 errichtet. An der Ostwand des Chores befindet sich ein im Jahr 1936 von Johann Bichler aus München geschaffenes Relief mit der Darstellung der Anbetung Der Heiligen Drei Könige.

### Grabsteine und Epitaphe
Ein Marmorepitaph wurde für den 1694 verstorbenen Georg Caspar von Marschall errichtet. Ein weiterer für einen E. von Marschall 1709. Aus der Zeit zwischen dem 16. und 18. Jahrhundert stammen mehrere Grabsteine der Kirche.

## Sonstiges
In der Vorhalle des Gebäudes sind vier reich geschnitzte, spätgotische Holzpfeiler zu sehen.